# Fleury-en-Bière
Fleury-en-Bière – miejscowość i gmina we Francji, w regionie Île-de-France, w departamencie Sekwana i Marna.
Według danych na rok 1990 gminę zamieszkiwało 456 osób, a gęstość zaludnienia wynosiła 33 osób/km² (wśród 1287 gmin regionu Île-de-France Fleury-en-Bière plasuje się na 834. miejscu pod względem liczby ludności, natomiast pod względem powierzchni na miejscu 201.).